# Оптоволокно

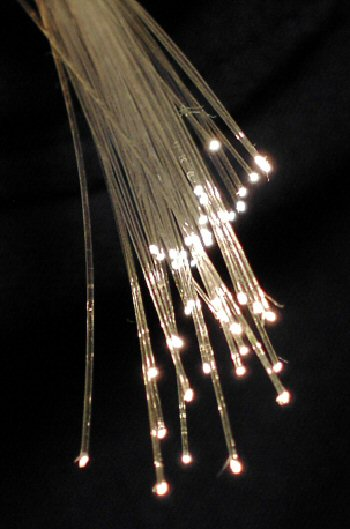
Жмут оптичних волокон

Оптоволокно́ (оптичне волокно, скорочено ОВ) — це технічний виріб, що конструктивно являє собою діелектричний хвилевід, вкритий захисною оболонкою. Призначення цього виробу — транспортування електромагнітного випромінення діелектричним середовищем від оптичного передавача до оптичного приймача. Оптичне волокно є частиною волокно-оптичних ліній, в яких для передавання застосовуються вікна прозорості, розташовані в частині спектру ближнього інфрачервоного діапазону, 800...1675 нм.
До складу конструкції оптичного хвилеводу входять серцевина та оболонка з різними коефіцієнтами заломлення. Транспортування оптичного променю відбувається завдяки явищу повного внутрішнього відбиття на межі цих двох середовищ. Розповсюдження електромагнітного випромінення оптичним хвилеводом має найвищу ефективність для тих типів хвиль, що зазнають явища резонансу в поперечному розрізі цього хвилеводу. Такі типи хвиль називаються оптичними модами, за кількістю розповсюдження котрих ОВ поділяються на одномодові та багатомодові.
Серцевина ОВ має змінну залежність величини показника заломлення по радіальній вісі світловоду, котра називається профілем показника заломлення (ППЗ). Наприклад:
- Світловоди з градієнтним показником заломлення
- Світловоди із сходинковим профілем показника заломлення.

Волоконна оптика — розділ прикладної науки і машинобудування, що описує такі волокна. Оптоволокна використовуються в оптоволоконному зв'язку, який дозволяє передавати цифрову інформацію на великі відстані і з вищою швидкістю передачі даних, ніж в електронних засобах зв'язку. У ряді випадків вони також використовуються при створенні давачів (датчиків, сенсорів).
Відповідно до фізичних властивостей оптоволокна необхідні спеціальні методи для їх з'єднання з устаткуванням. Оптоволокна є основним елементом для різних типів волоконо-оптичних кабелів, залежно від того, де вони використовуватимуться.
Принцип передачі світла усередині оптоволокна був вперше продемонстрований за часів королеви Вікторії (1837–1901), але розвиток сучасних оптичних волокон почався в 1950-х. Їх почали використовувати у зв'язку дещо пізніше, в 1970-х; з цього часу технічний прогрес значно збільшив діапазон застосування та темп розповсюдження оптичних волокон, а також зменшив вартість систем оптоволоконного зв'язку.

## Історія
Передачу світла вздовж тонкого кремнієвого волокна відповідно до закону заломлення  вперше застосували Даніель Колладон та Джакіз Бабінет на початку 1840-х років у Парижі.
Джон Тиндел ввів показові демонстрації у свої громадські лекції у Лондоні десяток років пізніше. Тиндел також писав про властивості цілковитого внутрішнього відображення у своїй ознайомчій роботі про природу світла в 1870 році:
|  | Коли світло проходить у напрямку із повітря у воду, то заломлений промінь зміщується у сторону перпендикуляра... У випадку, коли кут, утворений променем у воді та перпендикуляром до поверхні, перевищує 48 градусів, світловий промінь не покине середовище води взагалі: він буде повністю заломлений на лінії розділу двох середовищ. Кут, що обмежує границю цілковитого внутрішнього відображення, називається кутом повного внутрішнього відбиття середовища. Для води він становить 48°27', для флінтового скла —- 38°41', а для алмазу —- 23°42' |

Практичне застосування, таке як напрямлене освітлення у ротовій порожнині під час стоматологічних процедур, з'явилось на початку XX століття. Передача зображень по трубках була застосована незалежно вченим, що експериментував з радіохвилями, Кларенсом Ханселом та телевізійним першопроходцем Джоном Логі Бейрдом у 1920 роках. Цей ефект вперше було застосовано для внутрішнього медичного обстеження Гайнріком Ламмом протягом наступного десятиліття. У 1952 році фізик Нерайндер Сайнг Капані провів експеримент, що призвів до винаходу оптичної волосини. Сучасне оптоволокно, де скляна волосина поміщена у прозору оболонку із метою приведення коефіцієнту відбиття до практичного рівня використання, появилося на світ пізніше. Після цього всі розробки сконцентрувалися на жмутах оптичних волокон, пристосованих для передачі зображення. Перший оптичний напівгнучкий гастроскоп був запатентований у 1956 році Безілем Айзеком Хиршовицим, Сі Уілбером Пітерзом, та Лоренцом І Куртізом, які були дослідниками Університету Мічигану. У процесі розробки гастроскопу, Куртіз уперше застосував скляний світловід в оболонці. Перші зразки оптоволокна використовували повітря та непрактичні олії і віск, як оболонку із низьким показником заломлення. Незабаром з'явилась ціла низка інших застосувань, пов'язаних із передачею зображень.

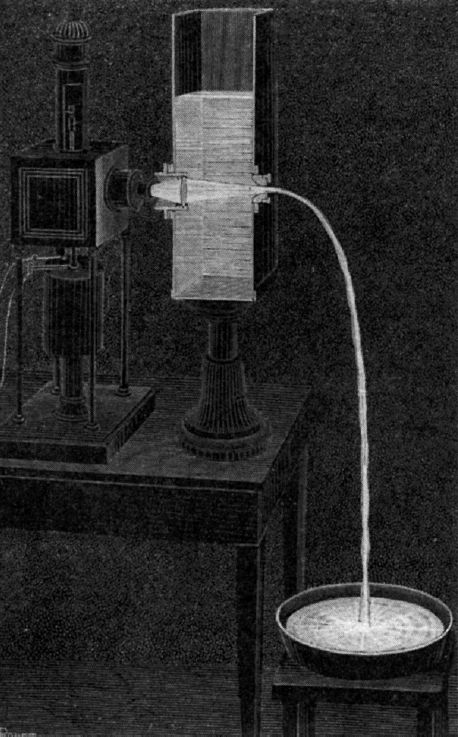
Жан Даніель Колладон вперше описав «світловий фонтан» чи «світлову трубку» у статті в 1842 році під заголовком «Про віддзеркалення променів усередині параболічного потоку рідини». Ця популярна ілюстрація походить із пізнішого допису від Колладона у 1884 році.

Оптоволокна для телекомунікаційних цілей (наприклад, для діагностики лікарем шлунку пацієнта та забезпечення зв'язку у межах короткого радіусу) були вперше використані в Західній Європі наприкінці 19-го та на початку 20-го століття. Особливо помітно, що передача зображень оптичними волокнами набула популярності на початку 21 століття через збільшення попиту в медичній та телевізійній галузях.
Також повідомлялось, що японський учений від Університету Тохоку Джюнічі Нішізавою запропонував застосування оптичного волокна у сфері зв'язку ще у 1963 році, як було зазначено в книжці, надрукованій у 2004 році в Індії. Нішізава винайшов інші технології, що сприяли вдосконаленню оптоволоконних комунікацій більшою мірою. Згодом він відкрив оптичні градієнтні світловоди, як канал передачі світла від напівпровідникового лазера.
Вирішальний момент стався десь 1965 року, коли Чарльз К. Коу та Джордж А. Гокхем з британської компанії "Standard Telephones and Cables" вперше просунули ідею зменшення загасання в оптоволокні до показника, нижчого від 20 dB/km, таким чином ввівши оптичні кабелі у зону практичного застосування для телекомунікаційних мереж. Вони стверджували, що загасання спричинялося швидше домішками, здатними бути вилученими у волокні, доступному в той час, аніж фундаментальним фізичним законом розсіювання. Вони правильно та послідовно теоретизували про зміну властивостей світла у середовищі оптичного волокна, та підказали матеріал, придатний для його виробництва —- кварцове скло із високим показником чистоти. Це відкриття привело Коу до отримання Нобелівської Премії в області фізики у 2009 році.
Принциповий рівень загасання у 20 dB/km був досягнутий вперше в 1970 році дослідниками Робертом Д. Морером, Дональдом Кеком, Пітером С. Шульцом, та Франком Зімаром, що працювали в американській скловарні «Corning Glass Work». Тепер це підприємство називається Corning Incorporated. Вони застосували світловід із рівнем згасання в 17 dB/km, у якому кварцове скло містило домішки титану. Кількома роками пізніше, вони створили оптоволокно з рівнем загасання в 4 dB/km, використовуючи діоксид германію як основу домішки. Настільки низьке загасання надало імпульсу телекомунікаціям з використанням оптичного волокна, та зробило Інтернет доступним. В 1981 році General Electric випустив сплавлений злиток кварцу, що був придатним для витягування в нитку довжиною 40 км.
Загасання в сучасному оптоволоконному кабелі є значно меншим, ніж у мідному електричному, що вплинуло на розвиток ліній телекомунікаційних передач довжиною 70-150 км. Оптоволоконний підсилювач з домішками ербію, що суттєво зменшує вартість оптоволоконних систем великої довжини шляхом зменшення кількості чи, навіть дуже часто, цілковитого вилучення із схеми оптично-електронних повторювачів, був розроблений Девідом Н. Пейном з Університету Саусхамтона та Емануелем Дезервіром із Бел Лабс у 1986 році. В досконалому волокні застосування якісного скла для серцевини та оболонки підвищує стійкість до процесів старіння. Винахідник Герхард Берніз, що звернув на це увагу, в 1973 році був задіяний німецьким підприємством Скот Глес.
В 1991 році із перспективного щойно виниклого технологічного напрямку фотонних кристалів, було започатковано розробку однойменних світловодів, що проводили світло завдяки дифракційним явищам на періодичній структурі матеріалу швидше, ніж шляхом повного внутрішнього відбиття. Перше фотонне кристалічне волокно стало комерційно доступним у 2000 році. Таке оптоволокно є потужнішим, ніж звичайне, а його світлопровідні частотні властивості можуть бути контрольовані за потребою з метою покращення ефективності певних застосувань.
Дослідники з дослідницького інституту NICT Network System і компанії Fujikura Ltd, фахівці якої розробили новий тип триканального оптичного волокна, провели експеримент, під час якого було досягнуто швидкість передачі інформації в 159 терабіт в секунду на відстань +1045 кілометрів. У звичайних умовах затримки при використанні багатомодового оптоволокна заважають одночасно отримувати високі швидкості передачі і здійснювати передачу на великі відстані. І це досягнення є свого роду демонстрацією нового методу подолання обмежень.

## Принцип роботи оптичного волокна

### Структура

Структура типового одномодового волокна.
1. Серцевина: 8 µm діаметр
2. Оболонка: 125 µm діаметр
3. Буфер: 250 µm діаметр
4. Обшивка: 400 µm діаметр

Оптичний світловод — це циліндричний діелектричний хвилевід, що передає світло від одного до другого кінця усієї своєї довжини завдяки фізичному явищу повного внутрішнього відбиття. Світловід складається із серцевинного та оболонкового шару, які виготовленні із матеріалів, що забезпечують утримування світла всередині кабелю. Для забезпечення функціонування даної системи діелектриків, необхідно мати показник заломлення серцевини більший, ніж оболонки. А також, границя двох середовищ може бути нецілісною, як у волокон зі сходинковим профілем серцевини, чи згладженою, як у волокон з градієнтним профілем серцевини.
Структура оптоволоконного кабелю дуже проста й схожа на структуру коаксіального електричного кабелю. Проте, замість мідної серцевини тут використовується тонке скловолокно, а замість внутрішньої ізоляції —- скляна або пластикова оболонка, що не дозволяє світлу виходити за межі збірки. У цьому випадку мова йде про режим так званого повного внутрішнього відбиття світла від границі двох речовин із різними показниками заломлення (у скляної оболонки показник заломлення значно нижче, ніж у центрального волокна).

### Вплив показника заломлення
Показник заломлення — це відношення швидкостей світла у вакуумі та матеріалі, до якого належить даний показник. Промінь світла подорожує у вакуумі найшвидше за все зі швидкістю, близькою 300 000 км/сек, а у діелектрику — повільніше. Це залежить від властивостей матеріалу. Тому показник заломлення для складових оптоволокна завжди більший від одиниці. Типове значення показника заломлення для оболонки становить 1.46, а для серцевини — 1.48. Чим більший показник заломлення в речовині — тим швидкість променю в ній нижча. Із вищезгаданого очевидно, що оптичний комунікаційний сигнал буде проходити приблизно 200 000 км/сек. Або, якщо сформулювати по-іншому: 1000 кілометрів сигнал пройде за 5 мсек.

### Щодо повного внутрішнього відбиття

Траєкторія несучої світлового променя в оптичній волосині.

Коли промінь, що подорожує в оптично густому матеріалі, натикається на перешкоду під кутом падіння, більшим ніж критичний для даного матеріалу, то світло буде повністю відбите. Цей ефект використовується в оптичному волокні для утримування світлового випромінення у межах його серцевини. Воно поширюється вздовж волоска, відбиваючись вперед та назад від границі розділу двох складових кабелю. По причині того, що промінь повинен впасти на межу розділу під певним нахилом, що є більшим за критичний кут, то тільки світло, яке увійшло у систему у межах певного діапазону напрямків, може пройти через все волокно без просочування за його межі. Вказаний діапазон напрямків називається конусом утримування волокна. Розмір конуса утримування є функцією різниці показників заломлення матеріалів серцевини та оболонки оптичної волосини.
Іншими словами, існує максимальний кут відносно осі оптоволокна, під яким світловий промінь може увійти у середовище кабелю та просунутися вздовж його серцевини. Синус максимуму цього кута є цифровою апертурою (NA) волокна. Волокно із великим NA не потребує високої точності його зрощування, і може функціонувати із іншим волокном, що має малий NA. Одномодові оптичні світловоди мають незначний NA.
1. кут падіння та відбиття — {\displaystyle \theta _{\mathrm {c} }=\arcsin \left({\frac {n_{2}}{n_{1}}}\right)}
2. цифрова апертура — {\displaystyle NA=\sin \theta _{\mathrm {max} }={\sqrt {n_{1}^{2}-n_{2}^{2}}}.}

## Типи оптоволокна
Число мод волокна визначається величиною нормованої частоти V:
{\displaystyle V={\frac {2\cdot \pi \cdot a}{\lambda }}\cdot {\sqrt {n_{1}^{2}-n_{2}^{2}}},}де:
λ – довжина хвилі випромінення оптичного джерела;
a – радіус серцевини хвилеводу;
{\textstyle n_{1}} – максимальне значення показника заломлення в серцевині;
{\textstyle n_{2}} – показник заломлення в оболонці.
Якщо виконується умова для величини нормованої частоти {\displaystyle 0<V<2,4048}, то у волокні зі сходинковим профілем показника заломлення виконується одномодовий режим.

### Одномодове волокно

Розповсюдження світлових променів через одномодові оптичні світловоди.

Оптичні світловоди із діаметром серцевини розміром приблизно одної десятої довжини базової світлової хвилі, не можуть бути змодельованими використовуючи теорію геометричної оптики. Натомість, вся структура має бути розглянута із точки зору класичної електродинаміки, застосовуючи формули Максвелла, що приведені до розв'язку рівняння розповсюдження електромагнітних коливань. Також, такі фізичні явища як спекли, що виникають за рахунок розповсюдження когерентного випромінення у багатомодових волокнах, теж мають бути обґрунтовані як наслідок теорії Максвелла. На зразок оптичного хвилеводу, світловід підтримує один чи декілька локалізованих поперечних мод, у границях яких світло просувається вздовж. Волокно, що працює тільки в одному режимі, називається одномодовим, чи одномодовим. Поведінка оптичних світловодів із значним розміром серцевини теж може бути змодельована за допомогою хвильових рівнянь, що у результаті демонструє їх здатність до пропускання світла у кількох режимах, або модах. Звідси походить і назва типів оптоволокна. Коли серцевина волоска достатньо велика для забезпечення пролонгації світлових променів у кількох модах, то математичні розрахунки згідно з теоріями Максвела і геометричної оптики приблизно збігаються.
Аналіз хвилеводу показує, що промениста енергія у волокні не повністю зосереджена у межах серцевини. Натомість, найхарактернішим для одномодових світловодів, значна її порція подорожує в прив'язаній моді у середовищі оболонки як еванесцентна хвиля.
Найбільш розповсюджений тип одномодового волокна має діаметр серцевини 8-10 мікрометрів та спроектований для використання світла близького до інфрачервоного діапазону спектру. Структура моди залежить від довжини хвилі світла, залученого у процесі роботи, таким чином світловод фактично підтримує незначну кількість додаткових мод у видимій частині спектру світла. Багатомодове оптоволокно, для порівняння, виготовлено із діаметром центральної жили поперечного розміру щонайменше 50 мікрометрів, та що найбільше сотні мікрометрів. Нормалізована частота V для волоска має бути не більше ніж нульовий член степеневого ряду функції Бесселя J0 (приблизно 2.405)

### Багатомодове волокно

Розповсюдження світлових променів через багатомодові оптичні світловоди.

Оптичне волокно із великим діаметром серцевини (більше 10 мікрон) може бути розраховане за допомогою методів геометричної оптики. Таке волокно називається багатомодовим. Сходинкове багатомодове волокно проводить промені світла вздовж серцевини завдяки ефекту повного внутрішнього відбиття. Промені, що падають на межу розділу компонентів волосини під стрімким кутом, більшим ніж кут повного внутрішнього відбиття, зазнають цілковитого відображення. Промені що стикаються із границею під малим кутом заломлюються у напрямку від серцевини до оболонки, а далі поглинаються і не передають інформацію. Значна цифрова апертура дає світлу пропагуватися вздовж волокна завдяки променям, що розташовані близько до осі, а також під різноманітними кутами, дозволяючи ефективне компонування пучка випромінення у світловоді. Проте попри все, ця цифрова апертура збільшує дисперсію, оскільки промені що подорожують під різними кутами проходять відрізки шляху різної довжини. Це, у кінцевому результаті, впливає на кількість часу необхідного для перетину загальної заданої довжини кабелю.

### Градієнтне волокно

Розповсюдження світлових променів через градієнтні оптичні світловоди.

У градієнтному волокні показник заломлення у серцевині зменшується поступово від осі до зовнішньої стінки волокна. Це змушує промені світла вигинатися дугою при наближенні до оболонки, на відміну від несподіваного відображення на межі розділу компонентів волокна. Як наслідок, дугоподібний шлях просування зменшує багатовекторну дисперсію розповсюдження, тому що промені під значними кутами проходять через ділянку серцевини із малим показником заломлення швидше, ніж під великим. Профіль градієнту заломлення вибирається так, щоб мінімізувати різницю між продовжною швидкістю пролонгації променів різної векторної направленості у волокні. Ідеальний профіль градієнту заломлення є дуже близький до параболічного при співвідношенні самої величини та відстані до осі.

### Полярно-стабільне волокно
Полярно-стабільні волокна мають спеціальні застосування, як оптоволоконне зондування, інтерферометрія та розповсюдження квантових кодів. Загально прийнятно, що вони також використовуються для сполучення лазерного джерела світла та модулятора, оскільки сам модулятор вимагає подачі поляризованого світла. Проте, для зв'язку на довгих відстанях полярно-стабільні волокна не експлуатуються, через підвищений рівень загасання сигналу в порівнянні із одномодовими волокнами.
Полярно-стабільне оптоволокно не поляризує світло на зразок поляризатора. Скоріше, воно утримує наявну поляризацію лінійно поляризованого світлового променя, що вводиться у волокно за умови правильної орієнтації. Якщо поляризація вхідного світлового потоку не налаштована до ладу із добре вираженим пропускним напрямком в самому світловоді, то вихідний сигнал буде визначатися в межах лінійної та кругової поляризації. Такі параметри подачі світла дають на виході еліптичну поляризацію в загальному випадку. Проте, точні її характеристики залежатимуть від зміни температури та стресу оптоволокна.

### Фотон-кристалічне волокно
Фотон-кристалічне оптоволокно — новий клас оптичних світловодів, які працюють завдяки властивостям фотонних кристалів. Через неможливість локалізування світла в порожнині порожнистої серцевини та відсутність будь-яких схожих властивостей в традиційному оптоволокні, фотон-кристалічні світловоди зараз набувають широкого застосування в оптичних комунікаціях, волоконних лазерах, нелінійних оптичних пристроях, трансляції високої потужності, надчутливих газових датчиках та інших пристроях.
Фотонно-кристалічні волокна поділяються на дві категорії згідно з механізмом взаємодії зі світлом. Ті, що мають суцільну серцевину, чи серцевину із показником заломлення вищим, ніж мікроструктурна оболонка, можуть оперувати згідно з тим самим принципом, що і звичайне оптоволокно. Проте, вони матимуть значнішу різницю показників заломлення серцевини та оболонки, що сприятиме ефективнішій локалізації випромінювання у випадку нелінійних оптичних пристроїв. Інша категорія — це волокно із фотон-спектральним зазором, в якому світло утримується завдяки мікроструктурній оболонці. Якщо спектральний зазор підібраний правильно, то світловим потоком можна керувати в частині серцевини із низьким показником заломлення, або навіть цілковито пустотілій, заповненій повітрям. Спектрально-щілинні волокна із відсутньою серцевиною потенційно можуть вирішити проблему, створену обмеженнями доступності необхідних матеріалів для виготовлення світловоду. Для прикладу, можна створити волокно, що проводить світло із довжиною хвилі, для якої прозорі матеріали відсутні. Ще одне потенційно важливе застосування — динамічне вприскування речовини у світловід. В такий спосіб можна аналізувати присутність якоїсь субстанції у вибраному зразку.

## Природазагасання

Загасання світла через ZBLAN та діоксид кремнієве оптоволокно.

Загасання — це зменшення інтенсивності світлових променів у волосках відносно відстані перетнутої ними у середовищі передачі. Коефіцієнт загасання в оптоволокні зазвичай використовується в одиницях dB/km, завдячуючи відносно високій прозорості сучасного оптичного медіуму. Як правило, ним виступає кварцовий скляний світловід, що утримує захоплене проміння у границях свого фізичного тіла. Загасання —- є основним фактором, що обмежує просування цифрового сигналу на великі відстані. Не дивно, основна маса досліджень була проведена у зв'язку з намаганнями зменшити його вплив, та посилити оптичний сигнал. Емпіричний аналіз показав, що загасання у волосках виникає через розсіювання та поглинання.

### Розсіювання світла
Розсіювання світла залежить від довжини світлової хвилі. Таким чином, виникають зони видимості на шкалі просторових координат відліку, що залежать від частоти  променю, що падає та фізичних розмірів агенту розсіювання, який зазвичай представлений у вигляді якоїсь мікроструктури. Оскільки видиме світло має розміри довжини хвилі в сотнях нанометрів, то центр дифузного відбиття повинен мати розміри відповідної величини.
Отже, причина загасання — це розсіювання світла, створеного внутрішніми поверхнями та границями розділу речовин. У кристалічних матеріалах, таких як метали та кераміка, на додаток до пор на внутрішніх поверхнях та границях розділу, існують також нерегулярності у вигляді гранул. Недавно було продемонстровано, що коли розмір центру розсіювання менший величини довжини хвилі світла, що розсіюється, то показники величини дифузного відбиття більше не мають практично значення. Цей феномен дав початок виробництву прозорих керамічних матеріалів.

Дифузне відбиття світла.

 Аналогічно, розсіювання світла на матеріалах класу оптичних волокон спричиняється нерегулярностями на молекулярному рівні, або по-іншому флуктуаціями структурної будови скла. Справді, одна із свіжих теорій стверджує, що скло — це ніщо інше, як обмежений випадок полікристалічного тіла. У межах даної викладки, наріжні домени локального групування подаються структурними блоками як металів та сплавів, так і скла та кераміки. Розподілені як всередині, так і назовні цих доменів мікроструктурні дефекти, що і породжують найбільш ідеальні місця випадків дифузного відбиття. Цей самий ефект розглядається і як один із лімітних факторів прозорості інфрачервоних куполів для головок ракет.
У діапазоні значної потужності оптичного потоку, розсіювання може спричинятися також нелінійними процесами у товщині оптоволокна.

### Ультрафіолетове та інфрачервоне поглинання.
На додаток до дифузного відбиття, втрата сигналу може бути спричинена вибірковим поглинанням певних частот на зразок того, як при розсіюванні з'являються кольори. Основні факти аналізу включають наступне.
- На електронному рівні існує залежність від параметрів їх орбіт у розумінні здатності поглинати фотон певної довжини хвилі в ультрафіолетовому чи видимому діапазонах. Це те, що є першопричиною поняття кольорів.
- На атомному чи молекулярному рівнях, все залежить від частот їх коливань або коливань хімічних зв'язок, наскільки близько атоми чи молекули спаковані докупи, а також чи здатні вони проявляти довгу ланцюгову структуру. Ці характеристики уособлюють здатність матеріалу передавати довгі інфрачервоні, радіо-, чи мікрохвильові електромагнітні коливання.

Будова будь-якого оптично прозорого пристрою потребує вибору матеріалів, обґрунтованого на основі знань їх потенційних обмежень. Характеристики кристалічної решітки, що спостерігаються на довгохвильових інтервалах, визначають низькочастотну границю смуги пропускання матеріалу. Вони є результатом інтерактивного співвідношення руху термічно збудженої множини атомів чи молекул тіла та  світлового випромінювання, що падає. Звідси, всі матеріали обмежені поглинанням спричиненим атомними та молекулярними коливаннями
Таким чином, багатофононне розсіювання проявляється, коли два чи більше фонони одночасно діють, продукуючи електричний дипольний момент, який взаємодіє із  променистою радіацією, що падає. Ці диполі, звісно, відбирають енергію світлового опромінення, досягаючи максимуму впливу, при частоті світла променів, що збігаються із основною складовою вібрацій молекулярного диполя у далекому інфрачервоному діапазоні, чи одної із їх гармонік.
Вибіркове поглинання інфрачервоного світла певним матеріалом проявляється завдяки збігу деякої складової частоти загальної спектральної смуги світла із частотою коливань елементів кристалічної решітки чи молекулярної структури тіла. Оскільки їм притаманна розмаїта природна частота коливань, то звідси походить селективна здатність поглинати різну променисту енергію, або фрагмент спектра.
Відбиття чи пропускання оптичних хвиль проходить тільки завдяки існуванню різниці між світловими коливання та резонансними частотами вібрації елементів матеріалу.

## Виробництво

### Матеріали
Скляне оптоволокно майже завжди виробляється із діоксиду кремнію, проте деякі інші матеріали, як флуорид цирконію, алюмінію та халькогеніди, а також кристалічні матеріали на зразок сапфірів, теж використовується для довгохвильових інфрачервоних та інших специфічних застосувань. Діоксид кремнієве та флуоридне скло зазвичай мають показник заломлення десь близько 1,5, але деякі інші матеріали можуть досягати цього показника аж до 3. Типово, різниця цих величин матеріалів серцевини та оболонки волоска є меншою одного процента.
Пластикове оптоволокно береться за основному виготовлення сходинкових багатомодових світловодів із діаметром серцевини 0.5 мм, чи більше. Пластикове волокно демонструє більший коефіцієнт загасання у порівняні із скляним, десь на рівні 1 dB/m чи більше. Такий показник є лімітним фактором у прикладних системах на базі світловодів із цього матеріалу.

#### Діоксид кремнію
Діоксид кремнію проявляє досить добрі характеристики пропускання світла в об'ємі широкої смуги променистого випромінення. У царині близького інфрачервоного спектру, десь близько 1.5 мікрометрів, діоксид кремнію має дуже малу складову поглинання та розсіювання, на рівні 0.2  dB/km. Висока прозорість діапазону 1.4 мікрометрів досягнута завдяки малій концентрації гідроксильних груп (ОН). Відповідно, висока концентрація гідроксильних груп покращує передачу сигналу із використанням ультрафіолетових хвиль.
Діоксид кремнію також добре витягується у волокно при відносно невисокій температурі, та має прийнятні показники склування. Іншими перевагами є спаювання та колення. Такі скляні світловоди також витримують значні механічні деформації згину та розтягу, зауваживши що жила не дуже товста та поверхня добре підготовлена під час обробки. Навіть звичайнісінький злом кінця волокна може створити гарну плоску поверхню із прийнятними оптичними показниками. Діоксид кремнію — відносно хімічно інертний матеріал, та не є гігроскопічним.
Кремнієве скло може бути леговане розмаїтими матеріалами. Одним із намірів легування є мета збільшення індексу заломлення. Наприклад, для цього використовується діоксид германію чи оксид алюмінію. Навпаки, для зменшення цього індексу може використовуватися фтор чи оксид бору. Легування іонами, здатним генерувати когерентне випромінення, дозволяє отримати активне волокно, що застосовуватиметься як підсилювач або лазер. Зазвичай обоє, серцевина та оболонка, легуються, так-що по-суті є тотожними сполуками: алюмосилікатом, германосилікатом, фосфоросилікатом чи боросилікатним склом.
Як виняток, для активного волокна чисте скло — не дуже вдалий утримувач, тому що воно має низьку розчинність для лужноземельних іонів. Це може стати завадою із огляду на їх схильність до утворення рою. Алюмосилікат є більш придатним у цьому випадку.
Діоксид кремнієве волокно анотує високий поріг оптичного пошкодження. Така властивість підкріплює низьку тенденцію до розпаду під впливом когерентної індукції. Це важливо для волоконних підсилювачів особливо у застосуваннях короткої пульсації.

#### Флуориди
Флуоридне скло — це безоксидний клас скла оптичної якості, що складається із флуоридів розмаїтих металів. У зв'язку із їх низькою в'язкістю, дуже важко повністю уникнути кристалізації під час процесу обробки, як, наприклад, витягування із пластичного шматка. Таким чином, навіть якщо флуоридне скло важких металів (ФСВМ) проявляє дуже незначне оптичне загасання, його все-таки складно виготовляти, є надзвичайно ламкими і йому властива гігроскопічність. Найкращим показником є відсутність смуг поглинання пов'язаних із гідроксильним групами, котрі мають місце буквально у всякому оксидному склі.
Прикладом флуоридного скла важких металів є група ZBLAN-скла, що складається із флуоридів цирконію, барію, лантану, алюмінію та натрію. Їх основним технологічним застосуванням є оптичний хвилевід у планарній та волоконній формах. Вони особливо сприятливі у центральній ділянці інфрачервоного діапазону від 2000 до 5000 nm.
ФСВМ початково було задуманим для використання в оптичних хвилеводах, тому що їх специфічні втрати у волокні, що працює у середині інфрачервоної смуги нижчі діоксиду кремнію, котре прозоре лише близько 2 мікрометрів. Однак, такі малі втрати ніколи не були використані на практиці, та ламкість і значна вартість флуоридних світловодів не зробила їх ідеальними кандидатами. Пізніше була винайдена придатність цих волокон до реальних застосувань у других сферах. Такими є інфрачервона спектроскопія середньої ділянки смуги, волоконно-оптичні давачі, термометрія та обробка зображень. Також, флуоридові світловоди можуть бути використані як медійні світловоди для ітріум-алюміній-гранатового (YAG) лазера на довжині хвилі 2.9 мікрометрів, що вимагається для медичних застосувань, для прикладу в офтальмології та стоматології.

#### Фосфатне скло

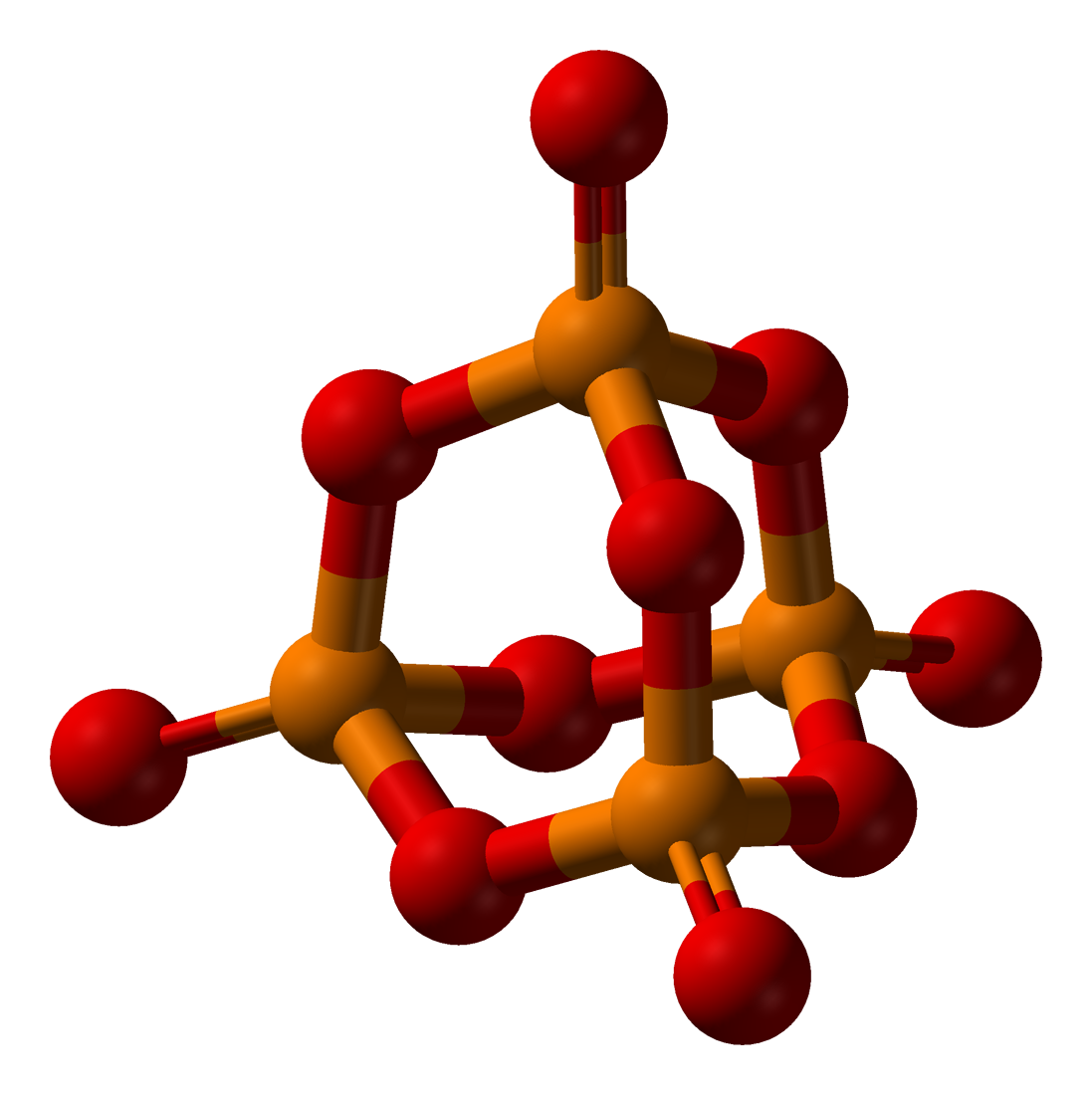
P_{4}O_{10} кліткоподібна ґратка — основна структурна одиниця фосфатного скла.

Фосфатне скло є представником класу оптичного скла, що складається із сполук метафосфатів різноманітних металів. Замість SiO4-тетраедра, що спостерігається у діоксидно-кремнієвому матеріалі, основними елементами структури якого є оксид фосфору (P2O5), що кристалізується у чотирьох відмінних формах. Найвідомішою є поліморфічна форма за участю молекули P4O10.

### Процес
Стандартне оптичне волокно виготовляється спочатку шляхом створення шматка із ретельно контрольованою величиною показника заломлення, а потім світловід утворюється із неї шляхом витягування у довгу нитку. Типовий шматок робиться завдяки трьом процесам хімічного осадження: внутрішнє, зовнішнє та осьове осадження випарів.
У випадку внутрішнього осадження випарів, шматок створюється як порожниста скляна трубка довжиною приблизно 40 cm, котра розміщується горизонтально і повільно провертається на верстаті. Гази, такі як хлорид кремнію (SiCl4) чи хлорид германію (GeCl4), впорскуються із киснем з одного кінця трубки. Потім вони прогріваються за допомогою зовнішньої водневої горілки, піднімаючи температуру випарів до 1900 К (1600 °C, 3000 °F), у наслідок чого тетрахлориди реагують із киснем, продукуючи частинки діоксиду кремнію чи оксиду германію відповідно. Коли умови хімічної реакції підібрані таким чином, що процес протікає в об'ємі газової субстанції всієї трубки, на відміну від методу де реакція проходить тільки на поверхні трубки, то такий спосіб виготовлення називається модифікованим хімічним осадженням випарів.

Ілюстрація осадження хімічних випарів.

Оксидні частинки, що агломеруються у довгі молекулярні ланцюги, потім осідають на стінках трубки на зразок сажі. Осадження можливе завдяки великій різниці температур газоподібної серцевини та оболонки трубки, що проштовхує молекули оксидів. Цей процес відомий як термічна дифузія. Згодом горілка пересувається вперед та назад по довжині шматка, щоб осадити матеріал рівномірно. Наступним кроком є підвищення температури трубки по всій її довжині до межі, коли осадження плавляться для того щоб кристалізуватися у твердий шар. Цей цикл повторюється до тих пір, поки не буде досягнута достатня кількість оксидів. Для кожного прошарку звісно можна змінювати елементи та концентрацію складових, що призведе до точнішого контролю остаточних показників оптичного волокна.
У випадку зовнішнього осадження випарів скло формується гідролізом полум'я. Це реакція, під час протікання якої тетрахлориди кремнію і германію окислюються взаємодією із водою шляхом горіння гримучого газу. Зовнішнє осадження скла відбувається на щільний прут, котрий переналагоджується перед подальшою обробкою.
У випадку осьового осадження випарів скло надбудовується на кінці короткого пористого ядра у вигляді прута, на довжину якого не впливає розмір стрижня, що є джерелом матеріалу. Далі, пориста форма трансформується у твердотілий шматок шляхом нагрівання температури близької 1800К.
Отримана таким шляхом заготовка встановлюється у витяжну башту, де після нагрівання її кінця до температури плавлення оптичний світловід отримується як нитка шляхом витягування. Вимірюючи кінцевий поперечний розмір волокна, напругою розтягування контролюється його товщина.

### Ґрунтовка
Світлові промені направляються по серцевині волокна і за допомогою оболонки утримуються там завдяки повному внутрішньому віддзеркаленню.
Оболонка у свою чергу ґрунтується буфером, що оберігає її від вологи та фізичних ушкоджень. Під час колення чи зрощення волоска зачищається саме буфер. Саме ця ґрунтовка на основі композиту етилуретан-акрилату наноситься на волокно із зовні під час процесу витягування та консервується ультрафіолетовим світлом. Ґрунтовка оберігає дуже делікатні пасма скляних волокон, десь за розміром людської волосини, та дозволяє їм пройти через суворі стадії обробки, як зондування, укладання та монтаж.
На сьогоднішній день у виробництві оптоволокна ґрунтування виконується подвійним нашаруванням. Внутрішня основна плівка призначена для поглинання механічного стресу та зменшення згасання, спричиненого мікродеформаціями. Зовнішня плівка покриває основну і виступає бар'єром механічних навантажень, що спричиняються дією бокових сил. Деколи додається також металічний прошарок для бронювання.
Прошарки ґрунтовки оптичних волокон виконуються під час витягування на швидкості десь близько 100 кілометрів на годину. Покриття оптоволокна можливе одним із двох методів: «мокрий-на-сухо» та «мокрий-на-мокрий». У випадку «мокрий-на-сухо» світловод піддається основній обробці, а потім ультрафіолетовому консервуванню і наступному проходу обробки. У другому випадку «мокрий-на-мокрий» волосина покривається основним і допоміжним шаром, і тільки після цього — ультрафіолетовому консервуванню.
Оптоволоконне ґрунтування виконується у вигляді концентричного нашарування для попередження пошкодження світловодів під час витягування, а також для підсилення міцності та опору мікродеформаціям згину. Нерівномірно покритий оптичний світловод піддаватиметься неоднорідним силам розширення та звуження, а сигнал — більшому згасанню. При умові дотримання відповідних показників при витягуванні та ґрунтовці, покриття є концентричним навколо волоска, беззупинним по його довжині та постійним по товщині.
Покриття оптоволокна захищає скляні волосини від подряпин, які знижують пружність. Комбінація вологи і подряпин прискорює процеси старіння і зношування. Втомлюваність волокон також характерне за умов низьких навантажень, але протягом довгого часу. Час та екстремальні умови експлуатації спричиняють мікроскопічні перешкоди у світловоді під час розповсюдження світла, котрі узагальнено призводять до вади.
Три ключові характеристики волоконного світловода піддаються впливу сторонніх факторів: пружність, загасання, стійкість до втрат мікрозгину. Зовнішнє покриття оптоволокна захищає скляну волосину від стороннього впливу, що здатні погіршити показники експлуатації та довготермінову стійкість. Внутрішнє покриття підтримує надійність передачі базової та зменшує згасання, спричинене мікрозгинами.

## Особливості вжитку

### Оптоволоконні кабелі
У практичному використання оптоволокна оболонка ґрунтується тривкими смолами буферного прошарку, який також може бути загорнутий у захисний шар. Ці прошарки додають міцності окремим волокнам, але не впливають на оптичні якості світловода. Вимогливі оптоволоконні збірки деколи включають світлопоглинаюче скло між окремими пучками для запобігання просочуванню світла із одного каналу передачі у інший. Це зменшує взаємні перешкоди, та знижує спалахи у пучках волокон при передачі зображень.
Сучасні кабелі будуються із використанням широкого асортименту захисних прошарків і обшивок, вони орієнтовані на прокладку під землею, захист від високовольтних пробоїв, експлуатацію із лініями передачі енергії, установку у трубопроводах, монтаж на телефонних стовпах та субмаринах, вживлення в асфальтовані вулиці.
Волоконний кабель може бути дуже гнучким, проте традиційно втрати помітно збільшуються, коли він зігнутий з радіусом меншим ніж 30 мм. Це створює проблеми при укладці на кутах чи намотуванні на котушку, ускладнюючи останню милю, FTTx установку. Гнучкі кабелі, призначені для монтажу в домашніх чи офісних умовах, були стандартизовані під кодовим позначенням ITU-T G.657. Цей тип волокна може бути зігнутим з радіусом щонайменше 7.5 мм без будь-якого ефекту. Згин кабелю також може бути стійким до зламу, під час якого зловмисник шпигує, зігнувши окреме волокно та виявивши просочування.
Ще одна важлива властивість — це стійкість до горизонтальних деформацій. Такий термін практично позначає граничну міцність розтяжки кабелю при укладанні. Деякі оптичні кабелі армовані арамідом або скловолокном. Це армування також захищає кабель від гризунів та термітів.

### Чіпування та зрощення
Оптичні кабелі під'єднанні до кінцевого обладнання за допомогою оптоволоконних роз'ємів. Такі роз'єми є стандартними типами до FC, SC, ST, LC, MTRJ чи SMA, що спроектовані для підвищених навантажень передачі потужності.
Оптичні кабелі можуть бути з'єднані один із одним за допомогою рознімів чи зрощення, що у кінцевому результаті створює безперервний оптичний хвилевід. Прийнятним методом зрощення є дугове зварювання, котре плавить кінець волокна за допомогою електричної дуги. Для з'єднання нашвидкуруч використовується механічний спосіб.
Зрощування спаюваннями виконується спеціалізованими інструментами, що типово застосовуються наступним чином. Зачіпки двох волосин закріплюються всередині пристрою, який оберігає зрізи. Далі вони зачищаються від захисного полімерного буфера, так само як і їх обшивки. Крайня частина волокон колеться за допомогою точного обрізного механізму для забезпечення перпендикулярності площин зрізу, після чого вони поміщаються у спеціальні затискачі для безпосередньо самого зрощення. З'єднання за звичай контролюється через екран збільшеного зображення для перевірки надрізів до і після процедури. Зрощувач використовує спеціальний малий двигун для позиціювання заківок волокон навпроти одне одного, а потім наводить електричний розряд між електродами та зазором волокон для вилучення вологи та забруднень. Далі, збільшується потужність електричної дуги, що підвищує температуру до межі, більшої за точку плавлення скла, спаюючи кінці докупи остаточно. Позиціювання енергії розряду обережно контролюється, так що розплавлена серцевина та оболонка не змішуються обмежуючи оптичні втрати. Втрати зрощення вимірюються самим інструментом, шляхом спрямування світла через оболонку та вимірювання його потоку із іншої сторони. Як правило, показник просочування знаходиться десь близько 0,1 Дб. Складність процесу сполучення двох волоконних кабелів робить цю технологічну процедуру значно працемісткою, ніж це саме стосувалося би мідних проводів.

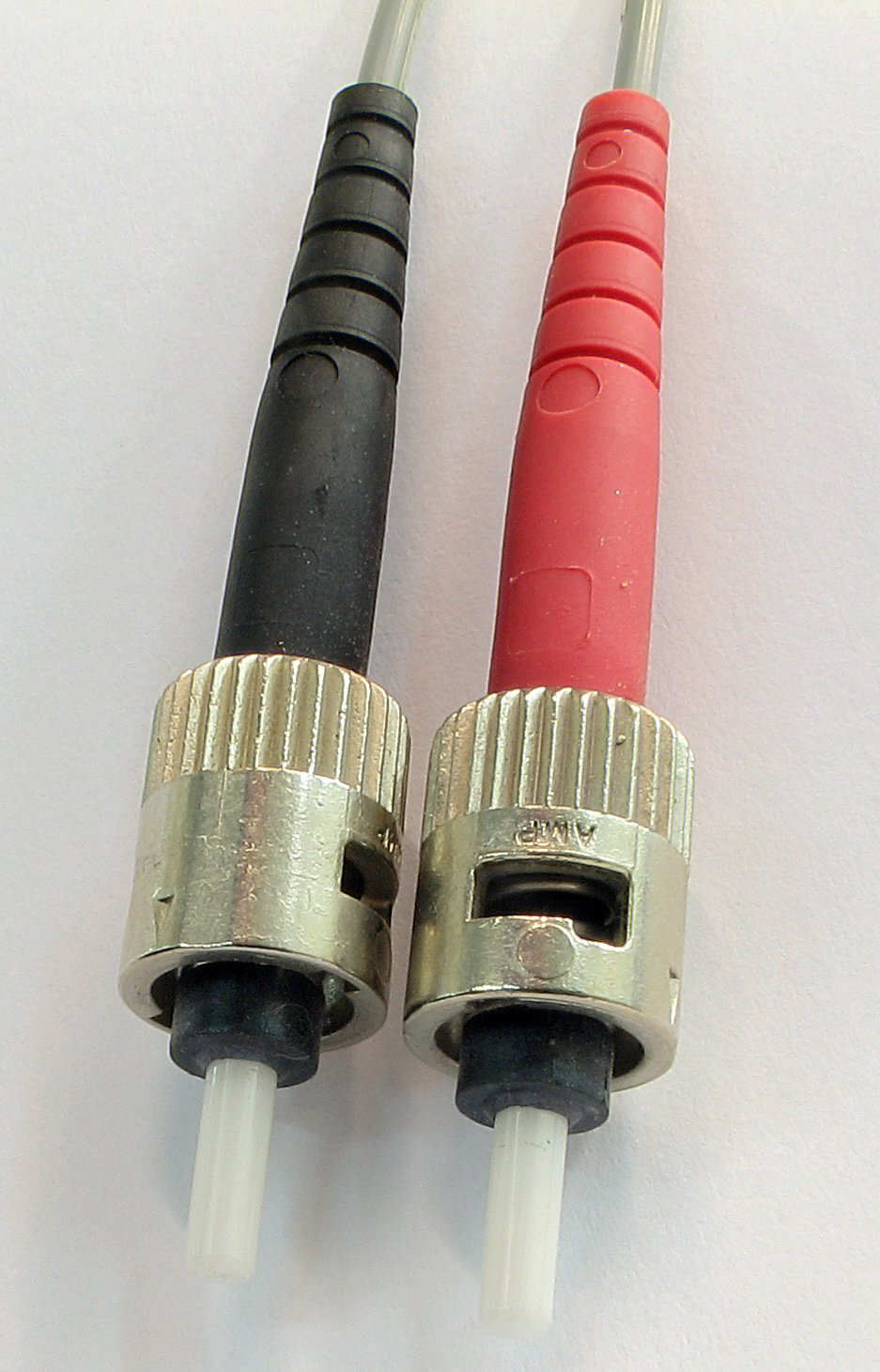
ST-роз'єм для багатомодового світловода.

Механічне з'єднання волокон призначене для прискореної та спрощеної установки, проте необхідність зняття обшивки волосини, делікатної зачищення та точного колення все-ще зберігається. Заківки волосин мусять бути укладені разом із допомогою спеціально виготовленого патрубка, дуже часто застосовується певний гель, що має деякий завчасно відомий показник заломлення. Такий гель підвищує пропускну спроможність світла через з'єднання. Таким з'єднанням притаманний підвищений рівень оптичних втрат, та вони є менш стійкими у порівнянні із зрощенням спаюваннями особливо при використанні смол. Кожний згаданий метод включає установку конструктивного елементу захисту з'єднання.
Розніми надійно і точно утримують кінець оптоволокна, виконуючи одночасно також і функцію чіпок. Такий оптоволоконний рознім фактично є жорстким циліндром оточеним патрубком, що приєднує інший циліндр за допомогою спеціального гнізда. З'єднувальний механізм може бути виконаним на зразок «заскочки», «засув-з-поворотом» (як багнет) чи «закрутки» (із різьбою). Типовий рознім монтується шляхом підготовки заківки волокна та вставки його із зворотної сторони. Смола вживається для надійного закріплення волокна, а також компенсатор розтяжки під'єднаний із заду. Як тільки клей застигає, заківка волокна шліфується до дзеркального фінішу. Розмаїті профілі полірування використовуються в залежності від типу волокна та практичного вжитку. Для одномодового волокна заківки за звичай поліруються під незначною кривизною, що змушує з'єднувальні роз'єднувачі дотикатися тільки в області серцевин волоска. Такий профіль сполучення називається поліруванням фізичного контакту. Крива поверхня в іншому випадку фінішується під нахилом, для утворення з'єднання кутового фізичного контакту. Сполучення світловодів таким чином підвищує втрати на рознімі, але значно зменшує віддзеркалення, оскільки світло що відбивається від похилих поверхонь просочується через серцевину волосини. Остаточна величина втрати сигналу називається втратою прозіру. АРС заківки оптоволокна мають малий показник зворотного віддзеркалення навіть коли вони від'єднані.
У дев'яностих роках установка чіпок на оптоволокно була досить трудомісткою операцією. Кількість конструктивних елементів на один рознім, полірування волокна, необхідність температурної обробки смол у печі для кожної заківки ускладнювала таку роботу. Сьогодні багато типів рознімів що продаються на ринку дозволяють робити це саме із значно меншими затратами. Деякі дуже популярні роз'єднувачі стабілізовані ще з виробничого майданчика, та включають смолу, як елемент конструкції. Ці дві речі дозволяють зменшити затрати праці, особливо під час роботи над великими проектами.

## Застосування
Оптоволокна широко використовуються для освітлення. Вони застосовуються як світлопроводи в медичних та інших цілях, де яскраве освітлення необхідно завести в важкодоступну зону. У будівлях оптоволокна йдуть у вжиток для позначення маршруту з даху в іншу частину будівлі. Оптоволоконне освітлення також вживається в декоративних цілях, включаючи комерційну рекламу, мистецтво і штучні ялинки.
За допомогою оптоволокна формується зображення. Когерентний пучок, що проводиться оптоволокном, іноді застосовуються разом з лінзами — наприклад, в ендоскопі, за допомогою якого проглядаються об'єкти через маленький отвір.

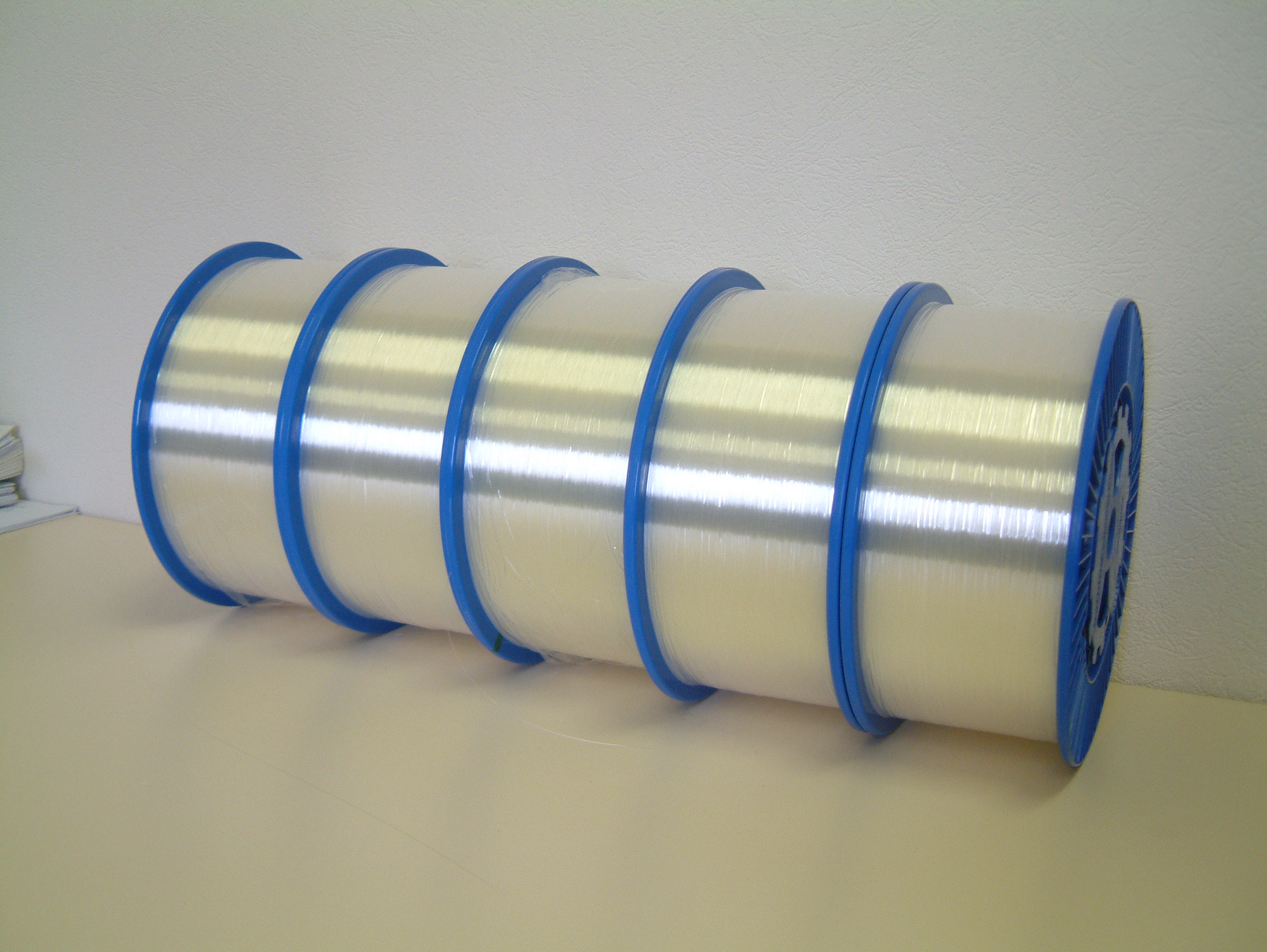
Котушки оптоволокна
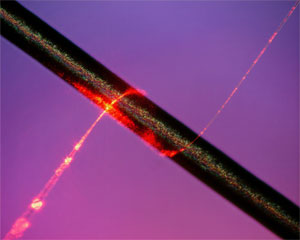
Нитка світла
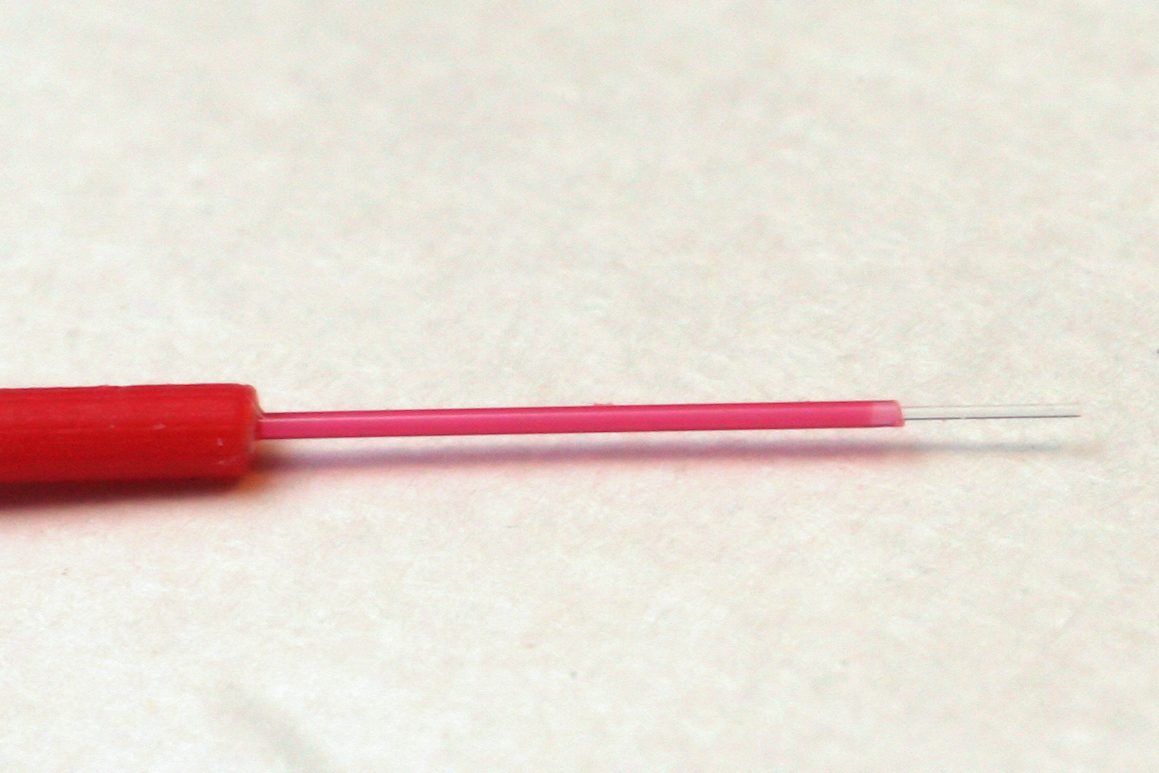
Кабель мономодового волокна
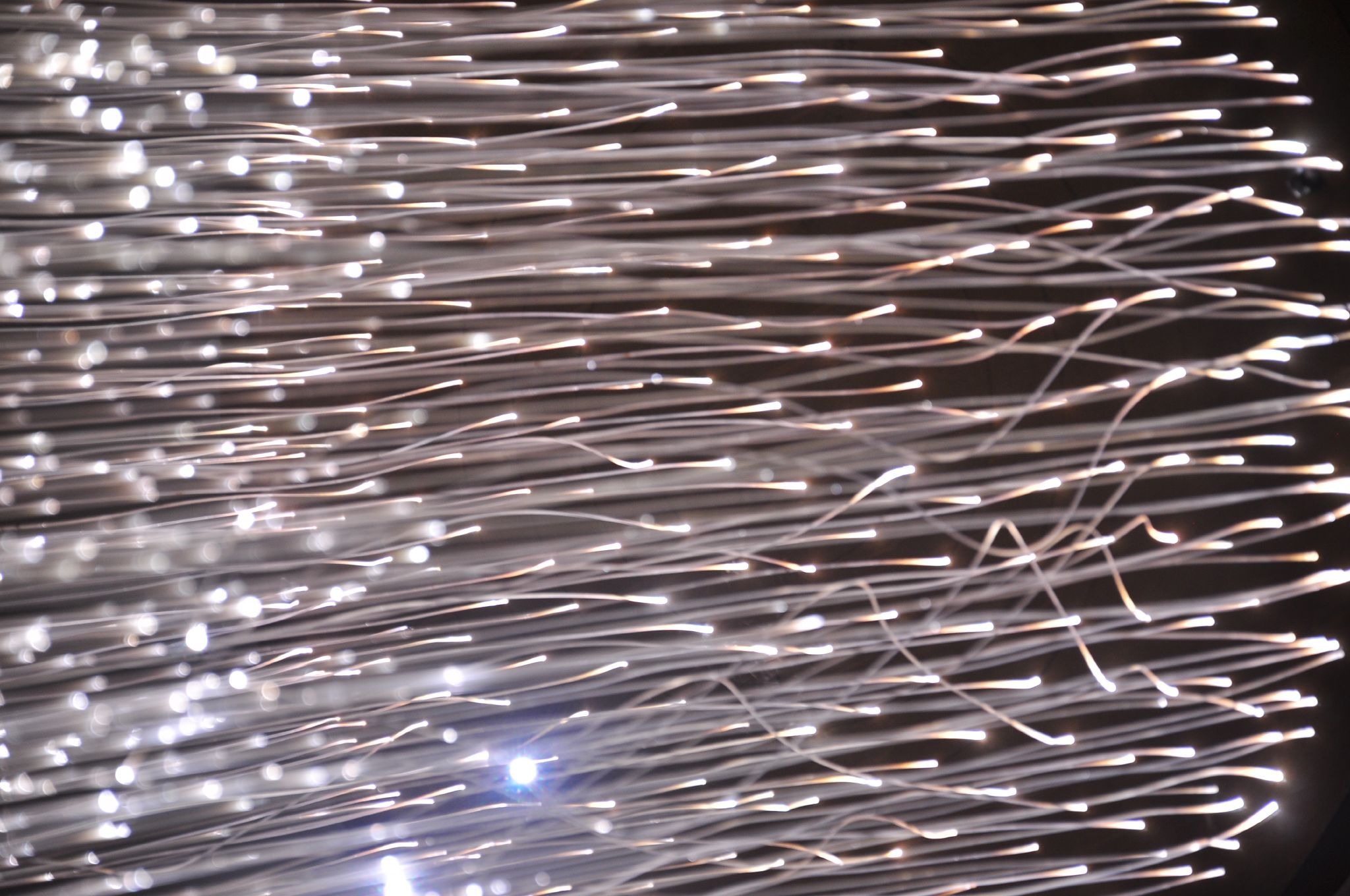
Пасма променів
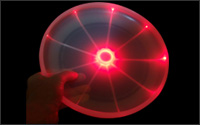
Літальний диск
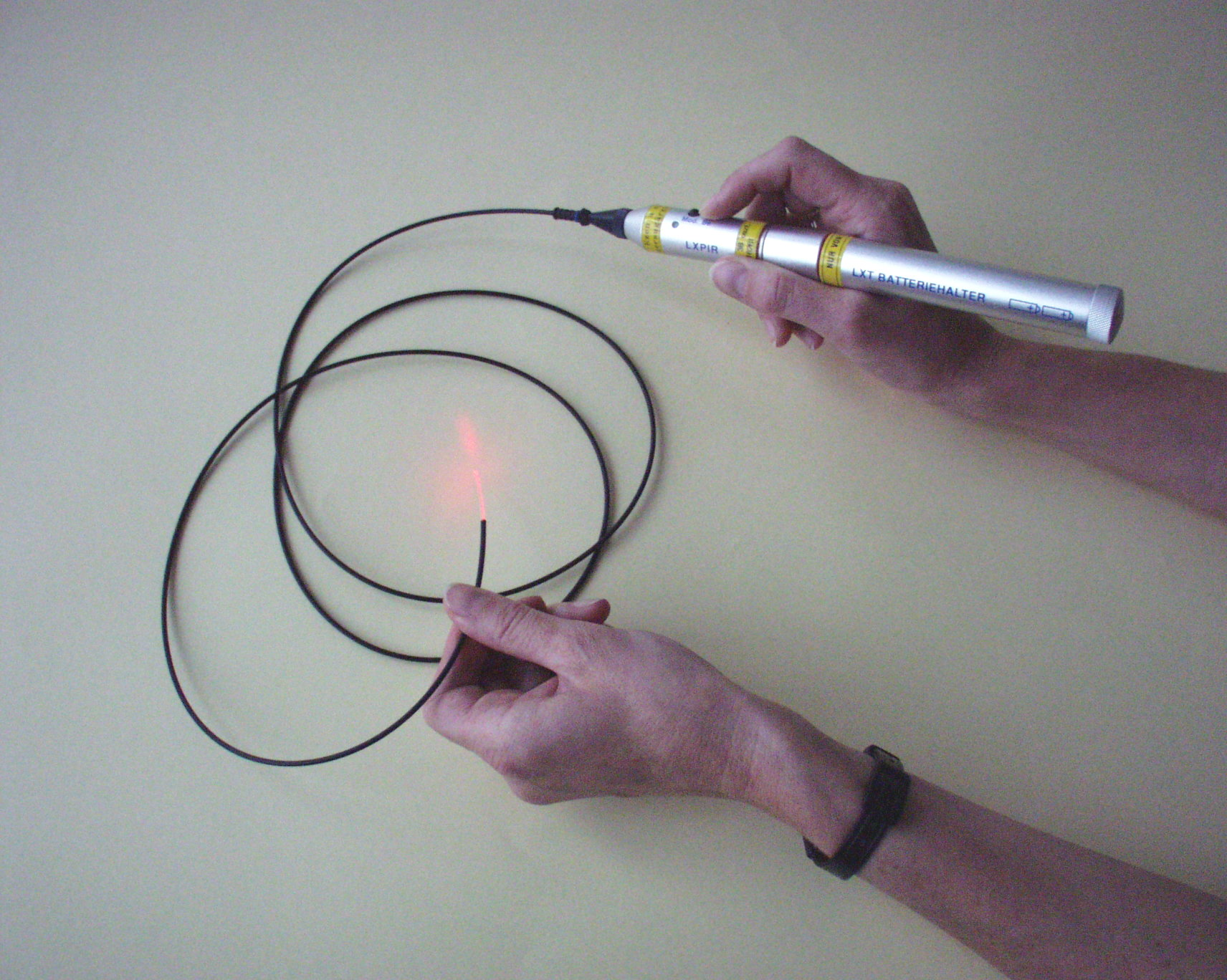
Лазерне джерело світла та оптоволокно

### Оптоволоконний зв'язок
Оптоволоконна система передачі даних складається з трьох основних компонентів: джерела світла, носія, по якому поширюється світловий сигнал, та приймача сигналу, або детектора. Світловий імпульс приймають за одиницю, а відсутність імпульсу — за нуль. Світло поширюється в надтонкому скляному волокні. При попаданні на детектор світла, генерується електричний імпульс. Приєднавши до одного кінця оптичного волокна джерело світла, а до іншого — детектор, ми отримаємо одно-направлену систему передачі даних.
Оптоволокно може експлуатуватися, як середовище для передачі великих обсягів закодованої у світлі інформації на значні відстані. Магістральні оптоволоконні мережі зв'язку рівня країни і міста майже виключно будуються із використанням оптоволоконних систем зв'язку. Значні переваги застосування для побудови інформаційних мереж вмикаються при використанні повністю оптичних комп'ютерних мереж, зв'язку між сегментами мідних комп'ютерних мереж на різних поверхах, будинках, районах тощо. Впровадження оптоволоконних рішень дозволяє значно збільшити довжину каналу зв'язку та обсяг переданої інформації у порівнянні із медіа на базі металічних провідників. Виняткові властивості волоконних світловодів по електромагнітній сумісності (EMC) дозволяють будувати лінії зв'язку при наявності значних електромагнітних полів, а також виступають технічним рішенням для побудування захищених мереж із кодуванням інформації.
Попри те, що оптичні волокна можуть бути зроблені із прозорих полімерних матеріалів, широкого застосування набули саме волокна виготовлені зі скла. У мережах зв'язку використовуються одномодові та багатомодові світловоди. Застосування одномодових оптичних волокон, передавачів, приймачів і з'єднувальних компонентів зазвичай коштують дорожче, ніж на базі мультимодових компонентів внаслідок їх технологічних особливостей виготовлення, сфери їх практичного використання, та маркетингового позиціювання.

### Оптоволоконний давач
Оптоволокно може бути використане як давач для вимірювання напруги, температури, тиску і інших параметрів. Малий розмір і фактична відсутність необхідності в електричній енергії, дає оптоволоконним давачам перевагу перед традиційними електричними в певних областях.
Оптоволокно використовується в гідрофонах в сейсмічних або гідролокаційних приладах. Створені системи з гідрофонами, в яких на волоконний кабель припадає більше 100 давачів. Системи з гідрофоновим давачем використовуються у нафтовидобувній промисловості, а також флотом деяких країн. Німецька компанія Sennheiser розробила лазерний мікроскоп, що працює з лазером і оптоволокном.
Оптоволоконні давачі, що вимірюють температури і тиск, розроблені для вимірювань в нафтових свердловинах. Оптоволоконні датчики добре підходять для такого середовища, працюючи при температурах, дуже високих для напівпровідникових давачів (Оптоволоконне вимірювання температури).
Інше застосування оптоволокна — як давач у лазерному гіроскопі, який використовується в Boeing 767 і в деяких моделях машин (для навігації).
Оптоволокно застосовується в охоронній сигналізації на особливо важливих об'єктах (наприклад ядерна зброя)[джерело?]. Коли зловмисник намагається перемістити боєголовку, умови проходження світла через світлопровід змінюються, і спрацьовує сигналізація.